# Джонатан Голдбърг
Джонатан Голдбърг (на английски: Jonathan Goldberg) е професор по англицистика. Макар и не централна фигура, но считан за един от представителите на Новия историцизъм в литературознанието. Заниманията му са съсредоточени върху връзката на модерната литература с модерната мисъл, а още по-конкретно – с оглед възприемането на пола и сексуалността.

## Биография
Джонатан Голдбърг завършва Колумбийския университет в Ню Йорк (бакалавър – 1964, магистър – 1965, доктор – 1968). Професор по англицистика (Sir William Osler Professor of English Literature) в Университета „Джонс Хопкинс“, преподавал също в университетите Темпъл, Браун и Дюк. От есента на 2006 г. професор по англицистика (Arts and Sciences Distinguished Professor of English) в Университета Емори, където оглавява програмата по изследвания на пола и сексуалността (2008 – 2012).

### Автор
- Endlesse Worke: Spenser and the Structures of Discourse (Безкрайни творби: Спенсър и структурите на дискурса) (1981)
- James I and the Politics of Literature: Shakespeare, Donne, and Their Contemporaries (Джеймс I и политиките на литературата: Шекспир, Дън и техните съвременници) (1983)
- Voice Terminal Echo: Postmodernism and English Renaissance Texts (Последното ехо на гласа: Постмодернизмът и английските ренесансови текстове) (1986)
- Writing Matter: From the Hands of the English Renaissance (Материята на писането: От ръцете на Английския ренесанс) (1990)
- Sodometries: Renaissance Texts, Modern Sexualities (Содометрии: Ренесансови текстове, модерни сексуалности) (1992)
- Desiring Women Writing (Желаейки женското писане) (1997)
- The Generation of Caliban (Поколението на Калибан) (2001)
- Willa Cather and Others (Уила Кадър и другите) (2001)
- Shakespeare's Hand (Ръката на Шекспир) (2003)[4]
- Tempest in the Caribbean (Бурята в Карибско море) (2004)
- The Seeds of Things (Семената на нещата) (2009)
- Strangers on a Train (Непознати във влака) (2012)[5]
- Melodrama: An Aesthetics of Impossibility (Мелодрамата: Естетика на невъзможността) (2016)[6]
- Sappho: fragments (Сафо: Фрагменти) (2018)
- Saint Marks: Words, Images, and What Persists (2019)

### Редактор
- John Milton, Major Works (Джон Милтън, Основни творби) (1991, съредактор)
- Queering the Renaissance (Остранностяването на Ренесанса) (1994, редактор)
- Reclaiming Sodom (Възстановяването на Содом) (1994, редактор)
- Eve Kosofsky Sedgwick, The Weather in Proust (Атмосферните условия у Пруст) (2012, редактор)[3]